# Senhit
Senhit Zadik Zadik (művésznevén: Senhit vagy Senit) (Bologna, 1979. október 1. – ) olasz énekesnő. Ő képviselte San Marinót a 2011-es Eurovíziós Dalfesztiválon, képviselte volna 2020-ban, majd ténylegesen képviselte 2021-ben.

## Magánélete
Senit Bolognában született és nevelkedett, szülei eritreai származásúak. Karrierjét külföldön kezdte, olyan musicalekben játszott, mint a Fame, az Oroszlánkirály és a Hair. Ezenkívül Svájcban és Németországban tanult.

## Zenei karrierje
2002-ben  visszatért Olaszországba, és szerződést kötött egy olasz zenei kiadóval. 2006-ban jelent meg debütáló albuma "Senit" címmel. 2007-ben kiadták második albumát Un tesoro è necessariamente nascosto címmel, illetve kislemezei közül a La faccia che ho-t. 2009-ben Senit harmadik albuma is megjelent So High címmel.
2011. február 3-án a San Marinó-i műsorsugárzó bejelentette, hogy Senhit képviseli San Marinót az elkövetkezendő Eurovíziós Dalfesztiválon, Düsseldorfban. A "Stand By" című dalát először a május 10-én rendezett első elődöntőben adta elő, fellépési sorrendben tizenkettedikként, a máltai Glen Vella  "One Life" című dala után, és a horvát Daria "Celebrate" című dala előtt. Az elődöntőben 34 ponttal a 16. helyen végzett, így nem sikerült továbbjutnia a május 14-i döntőbe.
Az eurovíziós részvétele után megjelent "Through the Rain" című dala, majd 2012-ben az "AOK". 2014-ben amikor az olasz Canale 5 televízió Domenica Live című adásában szerepelt bejelentette, hogy Senit művésznevét Senhitre változtatja, ezzel egy új fejezet indult a karrierjében
2020. március 6-án a San Marinó-i műsorsugárzó bejelentette, hogy Senhit képviseli ismét a törpeállamot az elkövetkezendő Eurovíziós Dalfesztiválon, Rotterdamban. 2011 után másodjára képviselte volna San Marinót Senhit, aki előző részvételén még Senit művésznéven indult a dalfesztiválon.
Versenydalát a rajongók két dal közül választhatták ki a következő napokban egy erre az alkalomra kialakított online felületen. Március 18-án az Európai Műsorsugárzók Uniója bejelentette, hogy 2020-ban nem tudják megrendezni a versenyt a COVID–19-koronavírus-világjárvány miatt. A San marinói műsorsugárzó jóvoltából az énekesnő lehetőséget kapott az ország képviseletére a következő évben egy új versenydallal. A dalt eredetileg 2021. március 8-án mutatták volna be először, viszont egy nappal előtte kiszivárgott, így még aznap közzétették a dalfesztivál hivatalos YouTube oldalán. A dalfesztivál döntőjében a 22. helyen végzett 50 ponttal.
2025-ben ő hirdeti ki a San Marinó-i szakmai zsűri pontjait az Eurovíziós Dalfesztiválon.

## Diszkográfia

### Albumok
- Senit (2006)
- Un tesoro è necessariamente nascosto (2007)
- So High (2009)
- Dangerous (2024)

### EP-k
- Hey Buddy (2017)
- Colombia (The Remixes) (2024)

### Kislemezek
- La mia città è cambiata (2005)
- La cosa giusta (2005)
- La mio potere (2005)
- La faccia che ho (2007)
- Io non dormo (2007)
- No More (2008)
- Party on the Dance Floor (2009)
- Stand By (2011)
- Through the Rain (2011)
- AOK (2013)
- Relations (2014)
- Don't Call Me (2014)
- Rock Me Up (2014)
- Something on your mind (2017)
- Higher (2017)
- Dark Room (2019)
- Un bel niente (2019)
- Heart Aache (2019)
- Freaky! (2020)
- Obsessed (2020)
- Breathe (2020)
- Adrenalina (2021)
- Follow Me (2022, Tory Lanez-zel közösen)
- Jesus Oh What a Wonderful Child (2022)
- Try to Love You (2022)
- Pow (2023)
- I Am What I Am (2023)
- Colombia (2024)
- Dangerous (2024)

### Közreműködések
- Adrenalina (Flo Rida, 2021)